# Włodzimierz Ledóchowski
Włodzimierz Ledóchowski SJ (7. října 1866, Loosdorf – 13. prosince 1942, Řím) byl polský jezuita a v letech 1915 až 1942 generální představený Tovaryšstva Ježíšova.

## Příbuzní
- strýc Mieczysław Halka-Ledóchowski (1822-1902, polský kardinál)
- sestra sv. Urszula Ledóchowska (1865-1939, zakladatelka Kongregace sester uršulinek Srdce Ježíše Umírajícího)
- sestra bl. Maria Teresa Ledóchowska (1863-1922, zakladatelka Kongregace sester misionářek sv. Petra Klawera)
- bratranec Zikmund Václav hrabě Halka-Ledóchowski (1861-1944, probošt Metropolitní kapituly u svatého Václava v Olomouci)